# Hörsaal

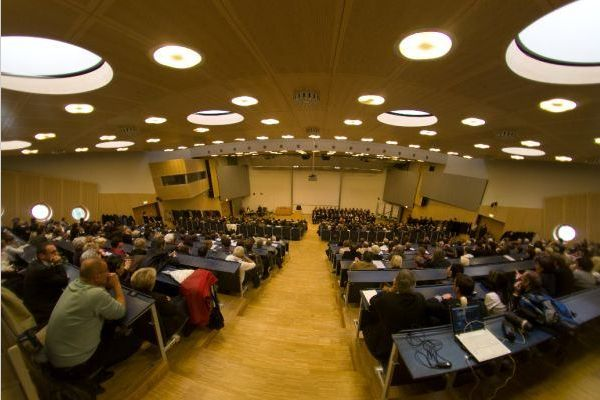
Audimax der Universität Klagenfurt

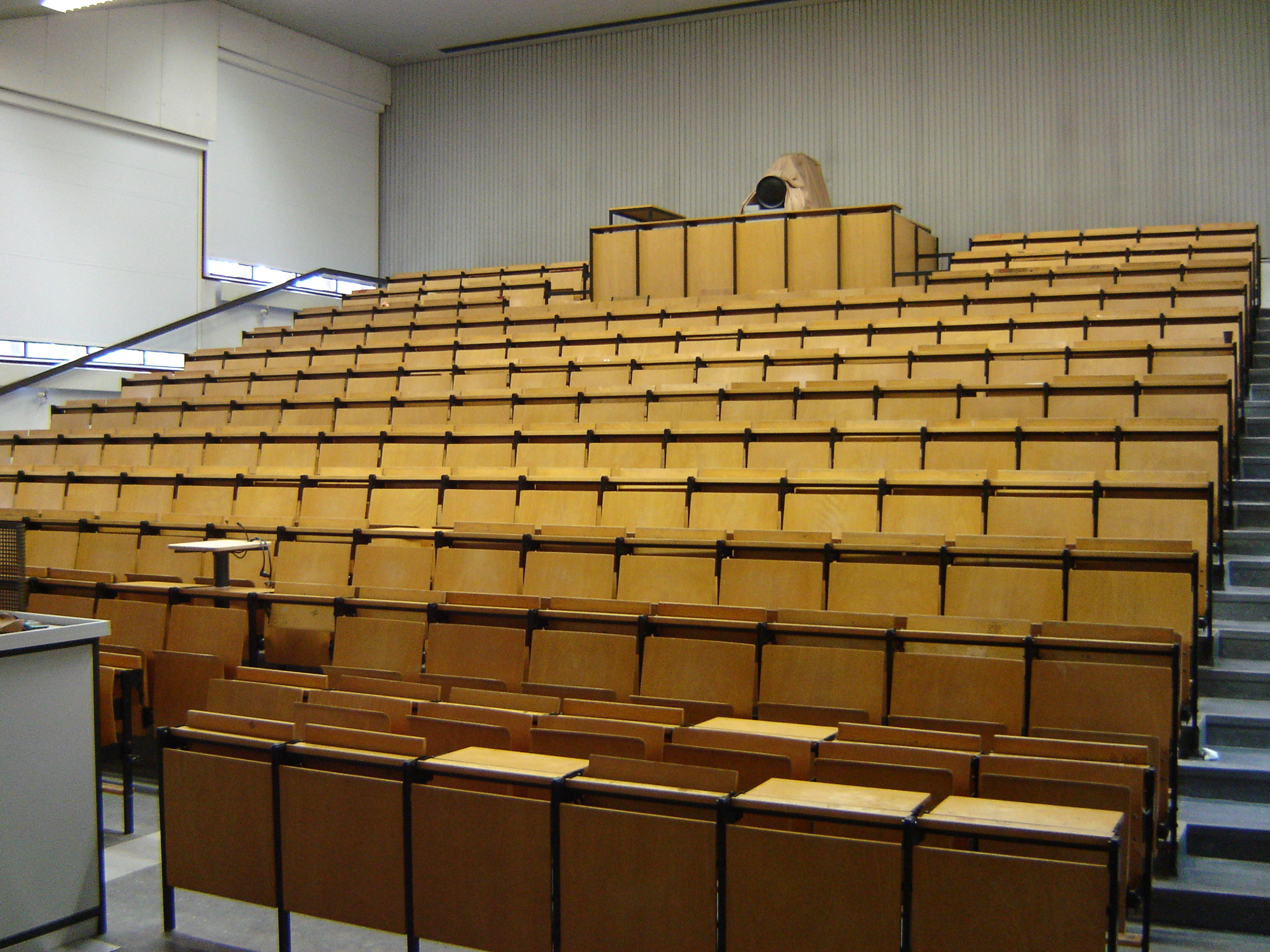
Kleinerer Hörsaal der Justus-Liebig-Universität Gießen

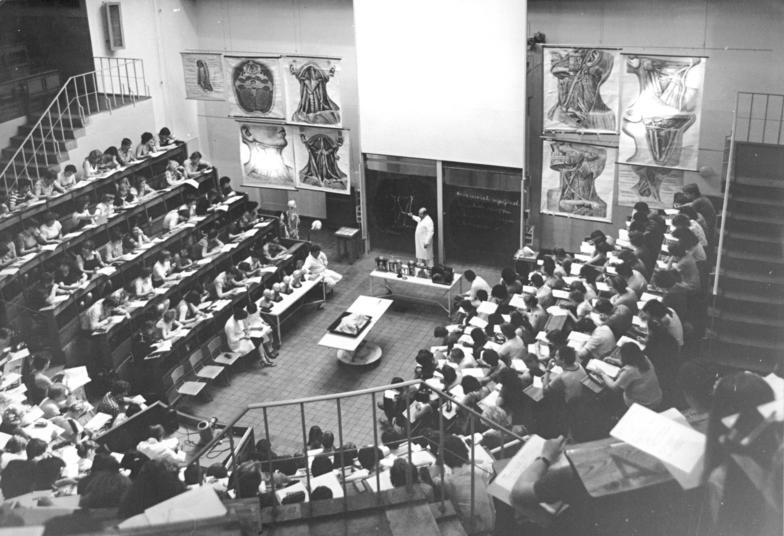
Anatomievorlesung im Hörsaal der Karl-Marx-Universität Leipzig 1981, heute: Universität Leipzig

Ein Hörsaal (auch Auditorium – lat. audire „hören“) ist ein großer Raum oder Saal, bestuhlt mit (individueller) Schreibfläche, in dem Vorlesungen stattfinden. Er bietet oft Platz für mehrere hundert Zuhörer.
Der größte Hörsaal einer Hochschule wird zumeist als Auditorium maximum oder kurz Audimax bezeichnet.
Hörsäle findet man in der Regel in einer Hochschule, aber auch in Schulen (hier oft Aula genannt) und in größeren Betrieben, um mündlichen Unterricht oder größere Veranstaltungen zu ermöglichen. Auch in kulturellen Einrichtungen wie Museen gibt es Auditorien, die im Rahmen (museums)pädagogischer Aufgaben für Vorträge, Lesungen und Diskussionen genutzt werden.
Die Sitzreihen sind zumeist nach hinten ansteigend angeordnet, um von allen Plätzen gute Sicht auf Redner, Wandtafel und -karten, Leinwand und dergleichen zu ermöglichen. Rednerpult und Podium (früher oft mit besonderem Saalzugang) dienen dem Vortragenden. Sitzreihen sind bei experimentell begleiteten Vorlesungen besonders steil ausgelegt, damit gleichzeitig gute Sicht auf die Versuchsanordnung bzw. den Seziertisch möglich ist. Viele Hörsäle sind mit Multimediatechnik wie Videoprojektoren, Lautsprechern, Diaprojektoren und Tageslichtprojektoren ausgestattet.
Mit dem Hörsaal der Universitäten verbinden sich zahlreiche studentische Bräuche, so das Klopfen auf die Pulte als Beifall und das anonym bleibende Scharren mit den Füßen als Missfallensäußerung.
Mit Auditorium wird auch die Zuhörerschaft bezeichnet.
Ebenfalls wird mit Auditorium der Saal oder Raum eines Klosters beschrieben. Hier durfte gesprochen werden und hier wurden Hand- und Schreibarbeiten erledigt. Er gehört zu den Regulargebäuden (also zu jenen, die die Ordensregel vorschreibt) und lag meistens in der Nähe des Kreuzganges. Seine Zugehörigkeit zu den Regulargebäuden bedeutete, dass er unter Klausur steht und daher ausschließlich von Angehörigen des Klosters oder in Ausnahmen betreten werden darf.